# Dikdiks
Die Dikdiks (Madoqua; auch Dik-Diks) sind afrikanische Zwergantilopen, die nur wenig größer als ein Hase sind.

## Merkmale
Je nach Art schwankt die Kopfrumpflänge zwischen 50 und 70 cm, die Schulterhöhe zwischen 30 und 40 cm, das Gewicht zwischen 3 und 7 kg. Die Oberseite ist grau oder hellbraun gefärbt, die Unterseite grau oder weiß. Nur die Männchen tragen spießartige, nach hinten gerichtete Hörner, die aber so kurz sind, dass sie oft von einem Stirnschopf langer Haare völlig überdeckt werden. Dieses Haarbüschel kann bei Erregung aufgerichtet werden. Alle Dikdiks haben eine gegenüber anderen Böckchen deutlich verlängerte Schnauze; bei den Tapirböckchen ist diese Entwicklung besonders deutlich, diese können die Schnauze wie ein Tapir in alle Richtungen bewegen. An beiden Seiten des Kopfes befindet sich unterhalb des Auges jeweils eine Voraugendrüse, die ein schwarzes, klebendes Sekret produziert.

## Verbreitung
Dikdiks bewohnen trockene Steppen und Halbwüsten. Ihr Habitat muss Sträucher bieten, in denen die Antilopen Deckung suchen können. Während alle vier Arten in einem Streifen von Eritrea und Somalia bis Tansania verbreitet sind, kommt das Damara-Dikdik nur in Namibia vor. Die beiden Verbreitungsgebiete sind weit voneinander getrennt.

## Lebensweise
Als nacht- und dämmerungsaktive Tiere leben Dikdiks von Laub und Gräsern, nehmen aber auch Früchte, Schoten und Blüten zu sich. Dikdiks benötigen in der Regel kein Trinkwasser, da ihre Nahrung ausreichend Wasser enthält und sie Flüssigkeit auch durch Tautropfen auf Gräsern und Blättern aufnehmen können. Sehr häufig suchen die Tiere Salzlecken auf oder nehmen Sand zu sich und kauen auf Knochen, um an nötige Mineralstoffe zu gelangen. Durch ihre geringe Größe und die Färbung sind sie in ihrem Lebensraum kaum zu erkennen. Sie sind scheu und laufen bei der kleinsten Störung in einem Zickzackkurs davon, wobei sie einen lauten Alarmruf von sich geben.
Im Gegensatz zu anderen Antilopen leben Dikdiks in Paaren, die ein Leben lang zusammenbleiben. Den Männchen obliegt die Verteidigung des Territoriums, das fünf bis zwanzig Hektar groß sein kann. Revierkämpfe treten eher selten und wenn, nur unter Böckchen auf. Dikdik-Böckchen markieren ihr Revier mittels Dunghaufen, wobei sie den Dung ihres weiblichen Partners mit ihrem eigenen bedecken. Außerdem verteilen Dikdiks zur Markierung ihr Sekret aus den Voraugendrüsen auf Zweige und Grasstängel. Dikdik-Pärchen verbringen etwa zwei Drittel ihrer Zeit gemeinsam.

### Fortpflanzung
Die Paarungszeiten in Ostafrika sind im Mai und November, im südwestlichen Afrika Juli/August und Januar/Februar. Zweimal im Jahr wird nach einer 6-monatigen Tragzeit ein Kitz geboren. Bei der Geburt wiegt das Jungtier 500 bis 800 g und wird 3 bis 4 Monate lang gesäugt. Die Tiere werden mit etwa 6 bis 9 Monaten geschlechtsreif und mit etwa 8 Monaten vertreibt der Vater das Jungtier aus seinem Revier.
Dass alle Dikdiks vergleichbare Lebensweisen haben, wird vermutet.

### Natürliche Feinde
Dikdiks werden von nahezu allen afrikanischen Raubtieren gejagt: Leoparden, Geparde, Schakale, Adler und Paviane, aber auch Warane und Riesenschlangen gehören zu ihren Feinden. Durch seine Wachsamkeit und die hohe Fluchtgeschwindigkeit (über 40 km/h) kann ein Dikdik seinen Verfolgern aber oft entkommen.

## Namen und Unterteilung

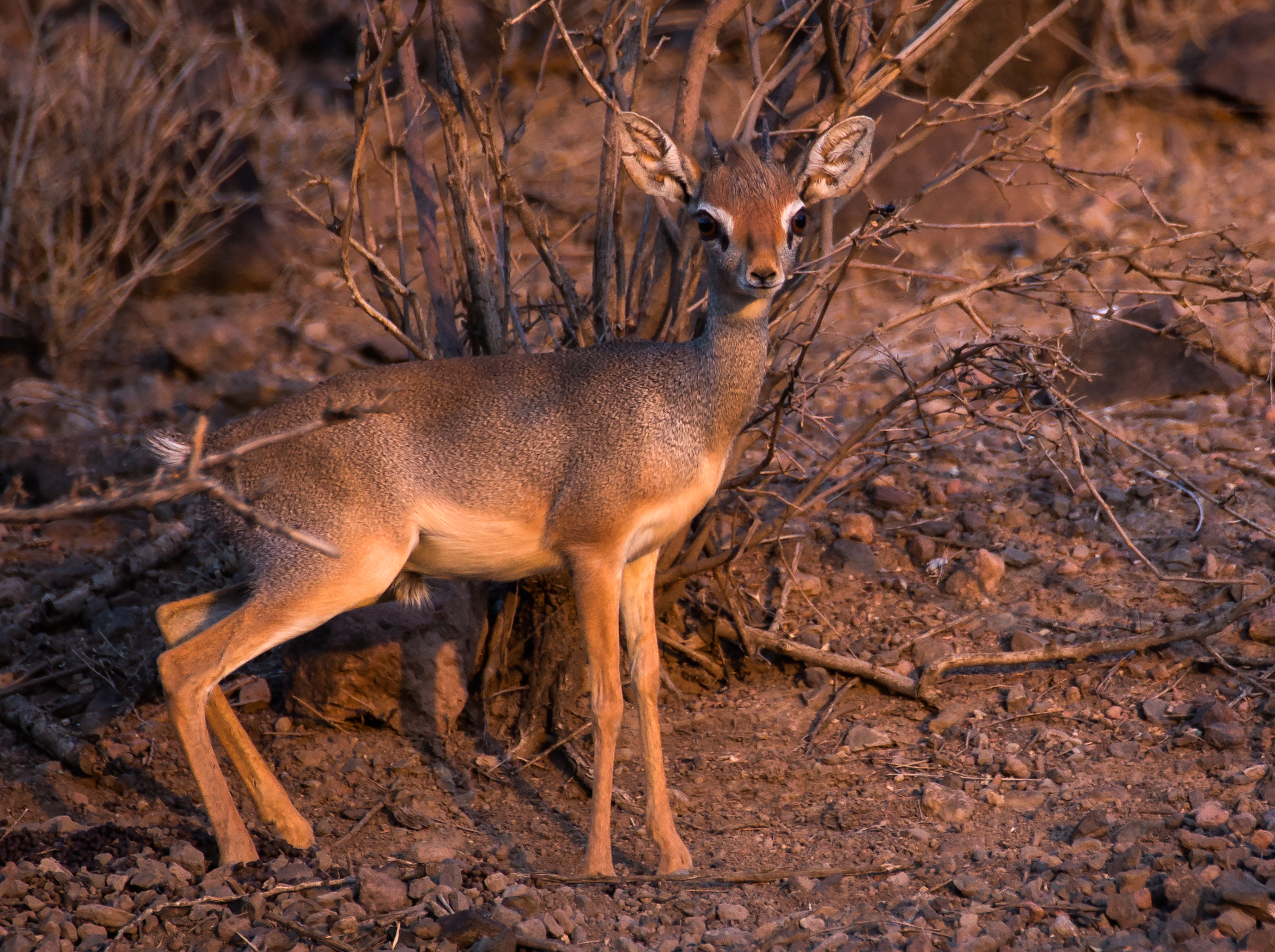
Eritrea-Dikdik

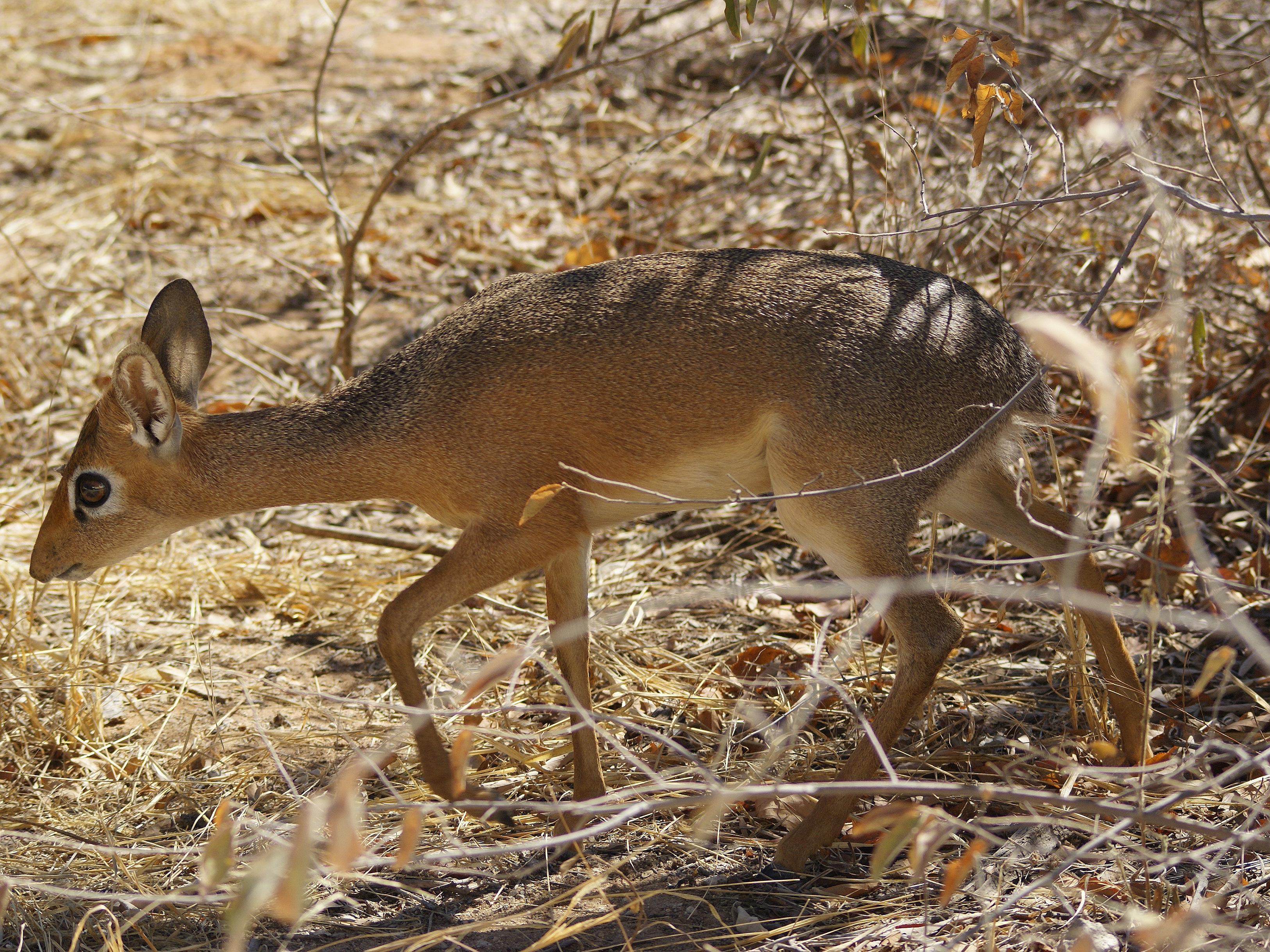
Damara-Dikdik

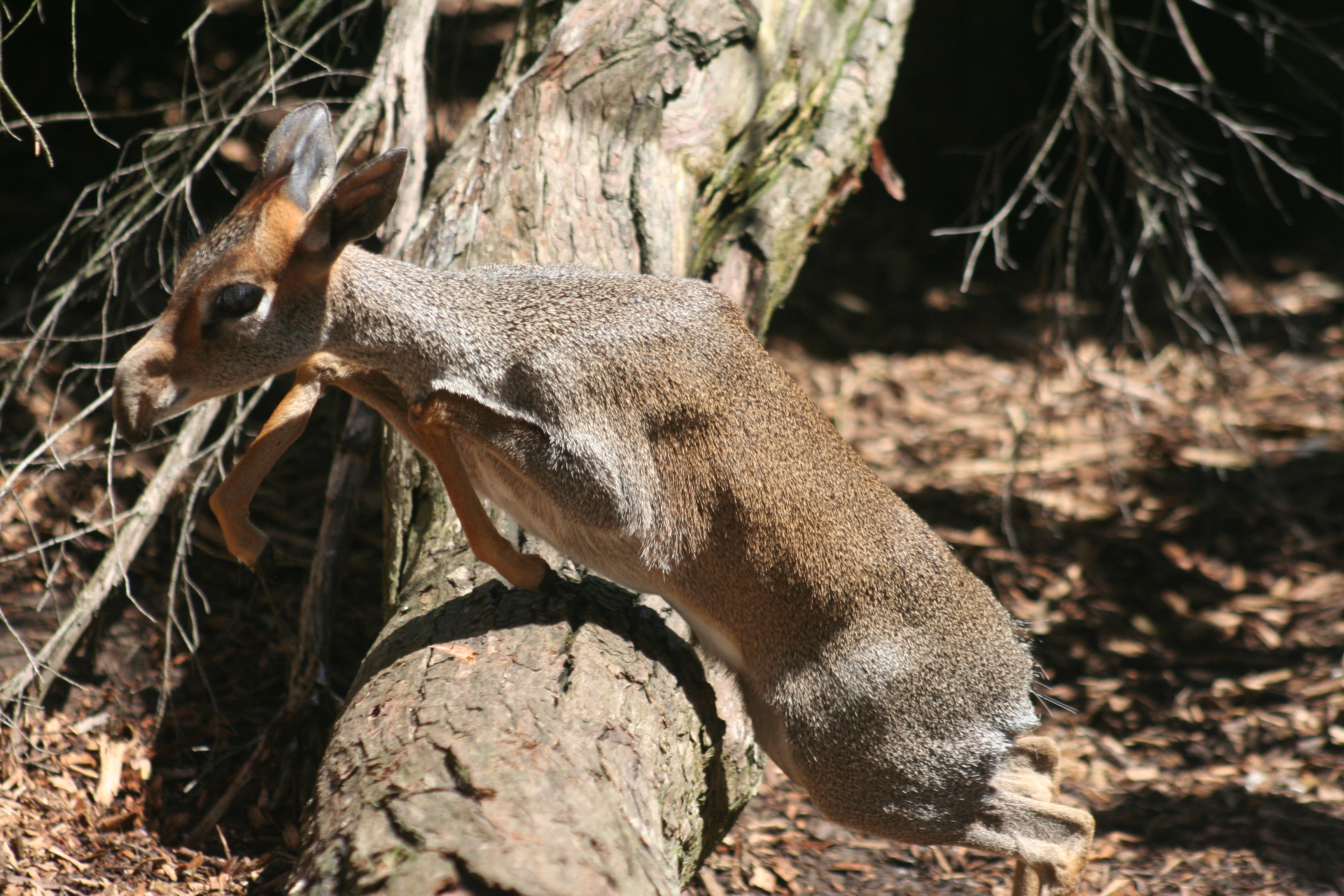
Günther-Dikdik

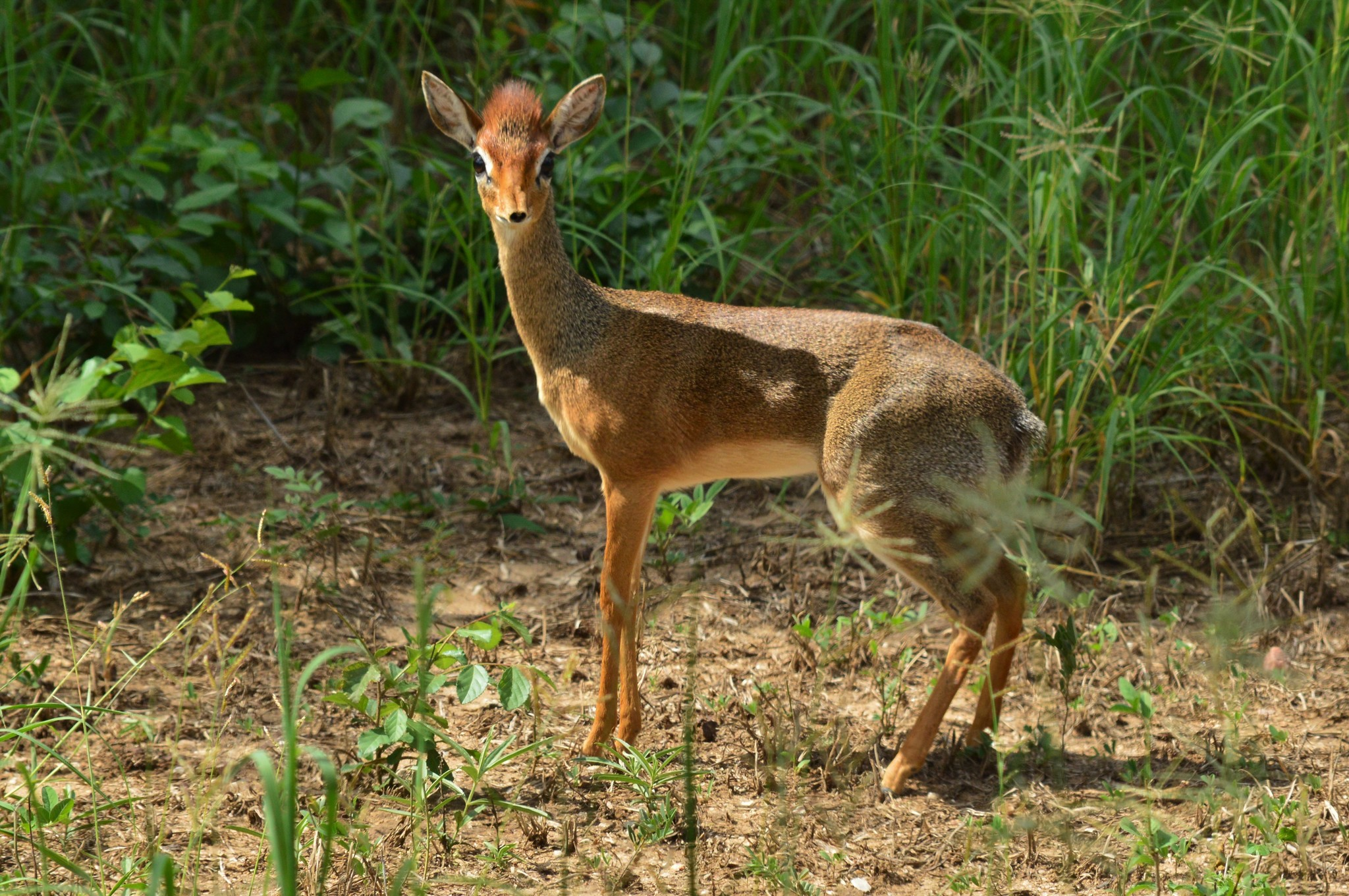
Thomas-Dikdik

Die Bezeichnung „Dikdik“ ist lautmalerisch und soll den Alarmruf, der in etwa wie  „dsik-dsik“ klingt, wiedergeben, den diese Antilopen auf der Flucht von sich geben. Der wissenschaftliche Name Madoqua ist dagegen von medaqqwa abgeleitet, dem amharischen Namen der Dikdiks.
Die Gattung gliedert sich nach Colin Peter Groves und Peter Grubb 2011 folgendermaßen:
- Untergattung Windspielantilopen (Madoqua):

- Harar-Dikdik oder Rotbauchdikdik (Madoqua hararensis Neumann, 1904)
- Lawrance-Dikdik (Madoqua lawrancei Deake-Brockmann, 1926)
- Rotbauch-Dikdik (Madoqua phillipsi Thomas, 1894)
- Silberdikdik (Madoqua piacentinii Drake-Brockmann, 1911)
- Eritrea-Dikdik (Madoqua saltiana (Desmarest, 1817))
- Kleindikdik (Madoqua swaynei Thomas, 1894)

- Untergattung Tapirböckchen (Rhynchotragus):

- Madoqua guentheri-Artengruppe

- Günther-Dikdik (Madoqua guentheri Thomas, 1894)
- Smith-Dikdik (Madoqua smithii Thomas, 1901)

- Madoqua kirkii-Artengruppe

- Cavendish-Dikdik (Madoqua cavendishi Thomas, 1898)
- Damara-Dikdik (Madoqua damarensis (Günther, 1880))
- Hinde-Dikdik (Madoqua hindei Thomas, 1902)
- Kirk-Dikdik (Madoqua kirkii (Günther, 1880))
- Thomas-Dikdik (Madoqua thomasi (Neumann, 1905))

Ursprünglich galten Madoqua und Rhynchotragus als eigenständige Gattungen, wobei ersteres langschnäuziger ist und ein deutlich längeres Nasenbein und einen ebensolchen Mittelkieferknochen aufweist. Allerdings sind sich beide Gattungen morphologisch so ähnlich, dass sie letztendlich vereint wurden. In einer Revision der Hornträger durch Groves und Grubb im Jahr 2011 unterschieden sie die Gattung Madoqua nicht in diesem klassischen Sinn, sondern setzten die Untergattung Madoqua mit der Madoqua saltiana-Gruppe, die Untergattung Rhynchotragus mit der Madoqua kirkii-Gruppe gleich.
Innerhalb der Untergattung Rhynchotragus stellt das Kirk-Dikdik einen Artenschwarm bestehend aus wenigstens vier eigenständigen Arten dar. Erste Hinweise darauf erhielten Wissenschaftler durch die unfruchtbaren männlichen Nachkommen gekreuzter Individuen bei Zootieren. Cytogenetische Untersuchungen ab den 1960er Jahren ergaben zudem verschiedene Karyotypen bei Kirk-Dikdiks aus ostafrikanischer Herkunft, was sich in den 1980er Jahren erhärtete. Analysen an Wildtieren aus Namibia Mitte der 1990er Jahre bestätigten dann das Vorhandensein unterschiedlicher Chromosomensätze beim Kirk- und beim Damara-Dikdik, woraus geschlussfolgert wurde, dass beide möglicherweise Zwillingsarten bilden. Die ermittelten cytogenetischen Unterschiede führten dann im Übergang zum 21. Jahrhundert zur Herausstellung von vier evolutiven Linien innerhalb des Kirk-Dikdiks: das eigentliche Kirk-Dikdik sowie das Damara-, Cavendish- und Thomas-Dikdik. Dabei konnten auch einzelne anatomische Unterschiede herausgearbeitet werden. In ihrer Revision der Hornträger teilten Groves und Grubb das Kirk-Dikdik schließlich in fünf Arten auf, wobei sie neben den vier bereits untersuchten Formen zusätzlich noch das Hinde-Dikdik auf Artebene hoben. Ähnlich verfuhren sie mit dem Günther-Dikdik, das häufig das Smith-Dikdik und teilweise zwei weitere Formen (M. g. hodsoni und M. g. wroughtoni) als Unterarten aufnahm. Das Smith-Dikdik lässt sich aber morphometrisch deutlich vom Günther-Dikdik abtrennen, so dass Groves und Grubb beide als eigenständige Arten anerkannten. Bezüglich der Untergattung Madoqua wurden in der Regel nur das Eritrea-Dikdik und das Silberdikdik als eigenständig angesehen, während alle anderen Formen Unterarten von ersterem bildeten. Aufgrund deutlicher morphologischer und geographischer Unterschiede wiesen Groves und Grubb die angenommenen Unterarten als unabhängige Arten aus.
Die Bezeichnung „Windspielantilopen“ wird manchmal auch auf alle Dikdiks angewendet; außerdem findet sich immer häufiger auch in deutschen Texten die englische Schreibweise Dik-dik.

## Bedrohung und Schutz
Die heimische Bevölkerung hat Dikdiks oft gejagt, da ihr Fleisch und ihre Haut begehrt sind. Die Haut wird zu Leder verarbeitet, das mit der verwirrenden Bezeichnung „Gazellenleder“ in den Handel kommt. Bei Großwildjägern sollen Dikdiks dagegen unbeliebt sein, da sie auch andere Tiere durch ihr stürmisches Davonlaufen und ihren Alarmruf warnen und ebenfalls zur Flucht bewegen. Auf der Flucht geben Dikdiks als Alarmruf wiederholt ein lautes Pfeifen durch die Nase von sich.
Die IUCN führt nur das Silberdikdik als gefährdet. Es lebt ausschließlich in Somalia, wo es wegen der zerrütteten politischen Lage für den Artenschutz nicht erreichbar ist. Sein aktueller Status ist weitgehend unbekannt.